# Dark Star (música)
 "Dark Star" é uma música lançada como single pela Grateful Dead nos discos da Warner Bros. em 1968. Foi escrita pelo letrista Robert Hunter e composta pelo guitarrista Jerry Garcia; no entanto, o crédito composicional às vezes é estendido para incluir Phil Lesh, Bill Kreutzmann, Mickey Hart, Ron "Pigpen" McKernan e Bob Weir. Dark Star foi um dos clássicos mais antigos da Grateful Dead e se tornou um dos números mais amados e esperados, geralmente com o grupo usando-o como veículo para sessões de improvisação musical que se estendiam muito além da estrutura original da música. A música está incluída nas 500 músicas do Hall da Fama do Rock and Roll que deram forma ao Rock and Roll e foi classificada no número 57 das 100 Maiores Músicas de Guitarra de todos os tempos da Rolling Stone. Dark Star costumava ser a base para tocar durante os shows ao vivo da Dead, permitindo que a banda empregasse técnicas típicas do jazz improvisado.

## Composição e liberação
Em maio de 1967, Garcia compôs os acordes preliminares da música, mas era na época sem letra. Alguns meses depois, Robert Hunter, que se tornaria um colaborador de longa data da Grateful Dead, voltou à Califórnia e ouviu a banda tocando com a faixa. Ele imediatamente se sentou e escreveu a linha de abertura, contribuindo com a letra e o nome da música. Como Hunter explicou em várias ocasiões, reformulou as linhas de abertura de "The Love Song of J. Alfred Prufrock" como o refrão.
Dark Star foi lançada inicialmente como um single em 1968, tendo em seu verso "Born Cross-Eyed", uma faixa escrita pelo guitarrista Bob Weir. O single, por citar Phil Lesh, "afundou como uma pedra". Das 1600 cópias que compuseram a remessa original em 1968 pela Warner Bros., apenas cerca de 500 foram vendidas. Uma versão clássica ao vivo apareceu em 1969 no Live/Dead, o primeiro álbum ao vivo do Dead. Também apareceu em compilações posteriores What a Long Strange Trip It Been em 1977 e The Best of the Grateful Dead em 2015. Também aparece como uma faixa bônus na reedição de 2001 de Live/Dead. Ele também apresenta a única aparição de Hunter em um disco da Grateful Dead, recitando um monólogo no final da música.

## Histórico de desempenho
Devido à incansável turnê da Grateful Dead e ao fato de os fãs terem permissão para gravar os shows da banda, existem muitas versões ao vivo de Dark Star. A gravação em estúdio de Dark Star durou apenas 2:40, mas a música era conhecida por suas longas apresentações ao vivo, muitas das quais com duração de 20 a 30 minutos. Com duração de 23 minutos (13 minutos consistindo no solo de guitarra de Jerry Garcia), a versão popular encontrada no álbum Life/Dead foi uma mistura de elementos de psicodelia, jazz e jam. Dark Star define a música improvisada inicial do Dead.
Depois de 1973, Dark Star saiu do repertório normal nos shows do Dead; a música não foi tocada entre 18 de outubro de 1974 e 31 de dezembro de 1978. Estar presente em uma performance de "Dark Star" se tornou um "Santo Graal" para Deadheads. A música se tornou tão lendária que era frequentemente chamada de "IT" por Heads dedicados. Sabendo disso, a Dead às vezes tocava a introdução da música antes de mudar para outra, finalmente trazendo-a de volta no final dos anos setenta no Ano Novo de 1978, no show de despedida da Winterland. Mais tarde, o pianista convidado semi-regular Bruce Hornsby incorporou essas provocações em seus próprios shows, sabendo que um bom número de Deadheads poderia estar presente.
Depois do show do Ano Novo de 1981, Dark Star só apareceria mais uma vez na primeira metade dos anos 80 (no Hearst Greek Theatre em 13 de julho de 1984) e permaneceria adormecido até ser revivido no segundo dia do lendário "Formerly the Warlocks" no Hampton Coliseum em Hampton, Virgínia, em 9 de outubro de 1989. Um memorável pós-renascimento de Dark Star é do Nassau Coliseum em Uniondale, Nova York, em 29 de março de 1990, com o saxofonista de jazz Branford Marsalis participando da banda. Uma dessas apresentações foi apresentada no programa de rádio The Grateful Dead Hour, estendendo a lenda da música um pouco fora do círculo interno de Deadheads; o programa inteiro aparece como o lançamento do cofre Wake Up to Find Out.
Em 1993, Phil Lesh procurou o artista musical John Oswald para fazer um projeto com Dark Star. Ele recebeu mais de cem apresentações diferentes da música entre 1968 e 1993. Oswald então produziu duas versões grandes e recompostas, uma executando 59:59 e a segunda 46:46. O projeto é chamado Grayfolded. Esta é a única gravação conhecida por incluir performances de todos os membros do grupo, desde o início de 1965 a 1995. A performance final ao vivo de Dark Star do Grateful Dead ocorreu em 30 de março de 1994 no The Omni em Atlanta, Georgia.

## Apresentações selecionadas
Durante o período em que o Grateful Dead mixava seu primeiro álbum ao vivo oficial Live / Dead, a banda fez uma série de shows no Fillmore West, em São Francisco, e a performance de "Dark Star" gravada neste local em 27 de fevereiro de 1969 é altamente considerada. O show inteiro foi lançado como parte do set de Fillmore West 1969: The Complete Recordings, que inclui a duração de quatro noites. Durante esse período, "Dark Star" começou a tomar forma temática e se tornou uma pedra angular da interferência dos mortos.
Alguns Deadheads consideram a melhor versão de 18 de fevereiro de 1971 no Capitol Theatre em Port Chester, NY. Com duração de 22 minutos, esta versão de "Dark Star" entrou na música "Wharf Rat" e depois voltou para "Dark Star".
Outra performance bem-amada considerada por muitos fãs como a melhor versão de "Dark Star" é do Fillmore East em 13 de fevereiro de 1970. Esta performance da música inclui o "Feelin 'Groovy Jam", chamado por causa de sua semelhança passageira com "The 59th Street Bridge Song (Feelin' Groovy)", de Simon e Garfunkel.